# رفلکس بینبریج
رفلکس بِـینبریج (انگلیسی: Bainbridge reflex) یا اثر بِـینبریج یا رفکس دهلیزی به افزایش ضربان قلب در اثرِ افزایش فشار وریدهای مرکزی گفته می‌شود. افزایش حجم خون توسط گیرنده‌های کششی (گیرنده‌های قلبی) که در دو طرف دهلیز در محل ورود وریدهای اصلی قلب قرار دارند، حس می‌شود.
فرانسیس آرتور بِـینبریج این رفلکس را در سال ۱۹۱۸ هنگامی که روی سگ‌ها آزمایش می‌کرد، به عنوان یک واکنش غیرارادی توصیف کرد. بِـینبریج دریافت که تزریق خون یا سالین به حیوان باعث افزایش ضربان قلب می‌شود. این پدیده حتی اگر فشار خون شریانی افزایش نمی‌یافت، رخ می‌داد. او همچنین مشاهده کرد که ضربان قلب زمانی افزایش می‌یابد که فشار وریدی به اندازه‌ای بالا می‌رود که دهلیز راست را متسع کند، اما عصب‌کشی واگی قلب این اثرات را از بین می‌برد.
بررسی‌های بعدی افزایش ضربان قلب ناشی از کشش را در قلب‌های جداشده یا حتی گره سینوسی- دهلیزی کاملاً جداشده را اثبات کرد. بنابراین، پاسخ کرونوتروپیک مثبت قلب به کشش، حداقل باید تا حدی توسط مکانیسم‌های واقع در داخل گره سینوسی- دهلیزی قلب ایجاد و انجام شود. این یافته باعث شد تا برخی پژوهشگران پیشنهاد کنند از این کشف بِـینبریج به عنوان یک «اثر» یاد شود و نه «رفلکس».
نحوهٔ ایجاد رفلکس بِـینبریج آن است که افزایش حجم خون منجر به افزایش بازگشت وریدی به قلب می‌شود که آن هم به نوبهٔ خود، منجر به افزایش شلیک فیبرهای عصبی B می‌گردد. فیبرهای عصبی B سیگنال‌هایی را به مغز می‌فرستند (مسیر آوران بخش عصبی رفلکس بِـینبریج)، که سپس مسیرهای سمپاتیک و پاراسمپاتیک را به گره سینوسی- دهلیزی قلب تعدیل می‌کند (مسیر وابران بخش عصبی رفلکس بِـینبریج) و بدین ترتیب باعث افزایش ضربان قلب می‌شود. تأثیرات بر انقباض ماهیچه‌ای و حجم ضربه‌ای قلب ناچیز است. رفلکس بِـینبریج را می‌توان با آتروپین مسدود کرد و با قطع عصب واگ آن را به‌کلی از بین برد.
در پاسخ موضعی سلول‌های ضربان‌ساز گره سینوسی- دهلیزی به کشش، کانال‌های یونی فعال‌شونده با کشش دخیل هستند، و این موضوع با ایجاد کشش در سلول‌های ضربان ساز منفرد جداشده و ثبت فعالیت الکتریکی سلولی آنها اثبات شد.